# Americana (Brésil)
Pour les articles homonymes, voir Americana.
Americana est une ville brésilienne de l'État de São Paulo. Sa population s'élevait à 210 701 habitants selon les données du recensement de 2010 et de 229 322 habitants suivant l'estimation de population de 2015 de l'IBGE (Instituto Brasileiro de Geografia e Estatística).
Americana fait partie de ce que l'on appelle le "complexe métropolitain élargi", qui dépasse les 29 millions d'habitants et représente environ 75 pour cent de la population de l'État. Les régions métropolitaines de Campinas, São Paulo, Vale do Paraíba, Litoral Norte et Baixada Santista forment la première macrométropole de l'hémisphère sud.
Elle était peuplée principalement de Portugais-Brésiliens, d'Afro-Brésiliens réduits en esclavage, d'immigrants américains et, plus tard, également d'Italiens, dont les descendants, les Italo-Brésiliens, formèrent le groupe ethnique le plus important. Il y a eu une immigration raisonnable d'Américains du Nord dans cette région, qui est devenue célèbre pour eux. Lorsque le chemin de fer est arrivé, la gare s'appelait « Villa dos Americans », tant les Nord-Américains étaient importants. Les immigrants ont apporté des progrès dans les activités agricoles et la découverte de l'industrie textile comme vocation économique en Amérique, qui est encore aujourd'hui une importante source de revenus, aux côtés d'autres branches de l'industrie et du commerce.
Dans le secteur culturel, se distinguent des espaces culturels tels que le Théâtre Elis Regina Arena, le Théâtre Municipal Americana et le Musée d'Art Contemporain Americana. L'église paroissiale de Santo Antônio, construite entre 1950 et 1977 dans un style néoclassique, est l'un des principaux monuments religieux d'Americana et de la région métropolitaine de Campinas.

## Géographie
La commune s'étend sur 133,9 km2 ; 50,75 km2 de la commune font partie de la zone urbaine, tandis que 83,16 km2 sont classés en zone rurale. La commune fait partie de la Região Metropolitana de Campinas.
Americana se situe à 33 km au nord-ouest de Campinas, à 115 km au nord-ouest de São Paulo et à 775 km au sud de Brasilia.

## Démographie
| Évolution de la population (municipalité) | Évolution de la population (municipalité) | Évolution de la population (municipalité) | Évolution de la population (municipalité) |
| Année                                     | Population                                |                                           | %±                                        |
| ----------------------------------------- | ----------------------------------------- | ----------------------------------------- | ----------------------------------------- |
| 1940                                      | 13 502                                    |                                           | —                                         |
| 1950                                      | 21 415                                    |                                           | 58,6%                                     |
| 1960                                      | 42 458                                    |                                           | 98,3%                                     |
| 1970                                      | 66 771                                    |                                           | 57,3%                                     |
| 1980                                      | 122 055                                   |                                           | 82,8%                                     |
| 1991                                      | 153 778                                   |                                           | 26,0%                                     |
| 2000                                      | 182 300                                   |                                           | 18,5%                                     |
| 2010                                      | 210 701                                   |                                           | 15,6%                                     |
| 2022                                      | 237 240                                   |                                           | 12,6%                                     |
| ,                                         |                                           |                                           |                                           |

## Médias
L'opérateur de téléphonie Telecomunicações de São Paulo desservait la ville. En juillet 1998, il a été racheté par la société espagnole Telefónica, qui a adopté la marque Vivo en 2012.
À l'heure actuelle est un opérateur de téléphonie mobile, téléphonie fixe, internet (fibre optique/4G), et télévision (satellite et câble).

## Religion
Le Christianisme est présent dans la ville comme suit:

### Église catholique
L'église catholique de la commune fait partie du Diocèse de Limeira.

### Église protestante
Les croyances évangéliques les plus diverses sont présentes dans la ville, principalement pentecôtistes, notamment les Assemblées de Dieu brésiliennes (la plus grande église évangélique du pays),, Congrégation Chrétienne au Brésil, entre autres. Ces dénominations se développent de plus en plus dans tout le Brésil.